# Roberto Batata
Roberto Monteiro, genannt Roberto Batata, (* 24. Juli 1949 in Belo Horizonte; † 13. Mai 1976 ebenda) war ein brasilianischer Fußballspieler. Er wurde auf der Position eines rechten Außenstürmers eingesetzt.

## Karriere
Roberto Batata startete seine Laufbahn im Futsal Bereich von América Mineiro und war in einer Amateurmannschaft der Banco Real aktiv.
1968 schloss er sich dem Cruzeiro EC an und gewann mit diesem die Jugendmeisterschaft von Minas Gerais. Im Folgejahr schaffte er bereits den Sprung zu den Profis. 1970 wurde Batata an den AC Três Corações ausgeliehen. Sein Debüt für Cruzeiro gab er am 21. Januar 1971 in einem Freundschaftsspiel gegen Peñarol Montevideo. In dem Spiel wurde er mit einigen anderen Spielern Cruzeiros des Feldes verwiesen, weil sie ein Tor von Peñarol nicht anerkennen wollten. Nachdem der Spieler Natal im selben Jahr an den SC Corinthians ausgeliehen wurde, konnte Batata sich in der Startelf etablieren.
Mit dem Klub konnte er viermal in Folge die Staatsmeisterschaft von Minas Gerais gewinnen (1972–1975). In der nationalen Meisterschaft hat er in 90 Spielen 24 Tore erzielt, wettbewerbsübergreifend waren 110 Tore in 281 Spielen.
Mit der Nationalmannschaft Brasiliens nahm Batata 1975 an der Copa América teil. Er stand dabei in allen sechs Spielen in der Anfangsformation und erzielte drei Tore.

## Trivia
Batata war das jüngste von sieben Kindern des Paares Geraldo und Judite. In einem Interview mit Revista do Cruzeiro sagte Elge Monteiro, Robertos Schwester, dass er den Spitznamen aufgrund seines Körperbaus von seinem Trainer João Crispim erhielt. Eine andere Version besagt, dass Batata Pommes frites liebte, welche in Brasilien batata frita genannt werden und Crispim ihn daraufhin Batata nannte.
Nach einem Spiel in Peru in der Copa Libertadores 1976 bei Alianza Lima, fuhr Batata mit einer Chevrolet Chevette nach Três Corações zu seiner Frau Denise und seinem elf Monate altem Sohn Leonardo. Seine Mitspieler hatten ihm aufgrund der Reisestrapazen von der Fahrt abgeraten. Auf der Rodovia Fernão Dias, einer Bundesstraße, welche den Süden von Minas Gerais und São Paulo verbindet, verunglückte er bei Kilometer 182 bei einem Verkehrsunfall. Aufgrund der erlittenen Verletzungen verstarb er kurz darauf. Sein Sarg wurde im Hauptquartier von Cruzeiro verschleiert aufbewahrt. Dort wurde ihm, für brasilianische Verhältnisse ungewöhnlich, auch der Respekt von Spielern und Fans der Lokalrivalen des Klubs gezollt. Der Bundesverband, Federação Mineira de Futebol, erklärte eine offizielle Trauerzeit und setzte die Spiele in der Staatsmeisterschaft für zwei Runden aus. Sieben Tage nach seinem Tod, am 20. Mai, empfing Cruzeiro in der Copa Libertadores Alianza Lima zum Rückspiel. Das von Roberto Batata getragene Trikot mit der Nummer 7 wurde neben dem Rasen platziert. Auf dem Platz erhielt der Stürmer den bestmöglichen Tribut, die Heimmannschaft schlug die Gäste mit 7:1. Im letzten Finalspiel gegen River Plate bildeten die Spieler nach dem Gewinn des Titels noch einen Kreis in der Mitte des Feldes, um Batata endgültig zu ehren. Batata wurde der erste Spieler, welcher die Copa Libertadores Post mortem gewann. Das Gruppenspiel zwischen Cruzeiro und dem SC Internacional gilt als bestes Spiel von Batata.
Der Athlet wurde auf dem Friedhof von Bonfim in Belo Horizonte beigesetzt.

## Erfolge
Cruzeiro
- Copa Libertadores: 1976
- Staatsmeisterschaft von Minas Gerais: 1972, 1973, 1974, 1975
- Staatspokal von Minas Gerais: 1973
- Campeonato Brasileiro de Futebol Vizemeister: 1974, 1975

Auszeichnungen
- Troféu Guará vom Bundesverband Federação Mineira de Futebol